# Colonia Doctor Gustavo Baz, Villa Victoria
Colonia Doctor Gustavo Baz är en ort i Mexiko.   Den ligger i kommunen Villa Victoria och delstaten Mexiko, i den sydöstra delen av landet, 80 km väster om huvudstaden Mexico City. Colonia Doctor Gustavo Baz ligger 2 617 meter över havet och antalet invånare är 1 548.
Terrängen runt Colonia Doctor Gustavo Baz är kuperad åt sydväst, men åt nordost är den platt. Runt Colonia Doctor Gustavo Baz är det ganska tätbefolkat, med 222 invånare per kvadratkilometer. Närmaste större samhälle är Salitrillo, 7,9 km öster om Colonia Doctor Gustavo Baz. Trakten runt Colonia Doctor Gustavo Baz består till största delen av jordbruksmark.